# Давід Фуксман
Давід Фуксман (9 грудня 1990) — ізраїльський футбольний арбітр. З 2016 року він судить матчі в Лігат Ха-Аль. Арбітр ФІФА та УЄФА з 2021 року.

## Суддівська кар'єра
9 квітня 2016 року Фуксман судив свій перший матч у чемпіонаті Ізраїлю. Під час матчу між «Хапоель Раанана» та «Бней Сахнін» (2–3) арбітр п'ять разів показав жовту картку.
У євро кубках дебютував 7 липня 2021 року під час матчу 2-го кваліфікаційного раунду Ліги чемпіонів між «Динамо» (Тбілісі) та «Нефтчі» (Баку). Гра закінчилася з рахунком 1–2, і Фуксман показав дві жовті картки.
Він відсудив свій перший міжнародний матч 4 вересня 2021 року, коли Латвія програла Норвегії з рахунком 0–2 у відбірковому матчі до ЧС-2022. Голами відзначилися Ерлінг Браут Холанд і Мохамед Ельюнуссі. У цьому матчі Фуксман показав дві жовті картки латвійцям Владиславу Федорову та Владіславсу Гутковскісу.
Судив матчі юнацького чемпіонату Європи (U-17) у 2024 році.